# Euthyplatystoma superbum
Euthyplatystoma superbum är en tvåvingeart som först beskrevs av Wulp 1881.  Euthyplatystoma superbum ingår i släktet Euthyplatystoma och familjen bredmunsflugor. Inga underarter finns listade i Catalogue of Life.